# Yu-Gi-Oh!
Yu-Gi-Oh! (遊☆戯☆王, Yū☆gi☆ō;?, lit.: «El rey de los juegos») es un manga creado por Kazuki Takahashi que ha dado lugar a una franquicia, además de múltiples series de anime, películas, juegos de cartas y videojuegos. La obra trata sobre un joven llamado Yūgi Mutō, el cual es un Duelista aficionado que porta el «Puzzle Milenario» o «Rompecabezas del Milenio», uno de los siete Objetos Milenarios. La publicación comenzó el 30 de octubre de 1996 y finalizó el 8 de marzo de 2004, con treinta y ocho volúmenes recopilatorios. Se trata de uno de los mangas más populares ofrecidos en la revista Weekly Shōnen Jump de Shūeisha. La versión española del anime mantiene el nombre japonés, pero el anime traducido al español peninsular e hispanoamericano usa el nombre estadounidense.
La primera adaptación a serie de anime fue por parte de Toei Animation en 1998, la cual siguió fielmente los primeros siete capítulos del manga. Tan solo se realizaron 27 capítulos que nunca salieron de Japón, ya que no tuvo buena recepción. En 2000 una segunda adaptación a anime, titulada Yu-Gi-Oh! Duel Monsters, fue producida por Studio Gallop y distribuida por la cadena de televisión TV Tokyo; esta adaptación consiguió más recepción y popularidad a diferencia de la anterior, llegando a ser traducida a más de veinte idiomas y vendida en más de sesenta países, versión que fue editada en occidente por 4Kids. Finalizó el 29 de septiembre de 2004, con doscientos veinticuatro episodios. Una versión remasterizada que destaca algunos duelos comenzó a emitirse en Japón en febrero de 2015.

## Argumento

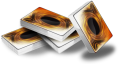
Apariencia de las cartas de Duelo de Monstruos.

Yugi Mutō, un estudiante normal de secundaria, tenía como única amiga a Anzu. Yūgi había recibido por parte de su abuelo Sugoroku Mutō un antiguo artefacto egipcio conocido como el Rompecabezas del Milenio/Puzzle Milenario, uno de los siete Objetos Milenarios, que había encontrado en una de sus expediciones arqueológicas. El Puzle/Rompecabezas se encontraba dentro de una caja de oro y en múltiples piezas. Después de ocho largos años, a punto de completar tan difícil rompecabezas, lee una pequeña inscripción que poseía el mismo, la cual decía que quien completara ese rompecabezas se le podía conceder un deseo. Yūgi desea «tener amigos», pero a pocos instantes de colocarla, Jōnouchi y Honda roban la pieza. Yūgi se la pide, pero estos se niegan. Más tarde le devuelven la pieza a Yūgi. Una vez que lo había armado tiene como fieles amigos a Jōnouchi y Hiroto. Luego Yūgi es poseído por otra personalidad, que más tarde se descubre que es un espíritu de más de cinco mil años de edad, al cual conocen por el nombre de Yami. (¿Se recupera Yugi ?). La historia continuará mientras que Yūgi y sus amigos se enfrentan a varios contrincantes, para tratar de encontrar las cartas de los Dioses Egipcios, ya que por medio de estas se podrán recuperar los recuerdos perdidos del faraón Atem (la verdadera identidad de Yami) a través de los Duelos de Monstruos que se reflejan en los Juegos de las Sombras (pese a que este concepto no estaba presente del todo en la versión original).

## Personajes
- Yūgi Mutō (武藤 遊戯 Mutō Yūgi?)[10] es un niño hábil en los Duelos de Monstruos que porta un Artículo del Milenio obsequiado por su abuelo: el Rompecabezas del Milenio/Puzzle Milenario, donde se encuentra encerrado un espíritu de un faraón antiguo.[11]

- Atem (アテム Atemu?)[10] era un antiguo faraón de Egipto, pero después de que había perdido sus recuerdos, su alma había quedado atrapada dentro del Rompecabezas del Milenio/Puzzle Milenario de Yūgi. Su nombre es una variación de Atum.[12]

- Anzu Mazaki (真崎 杏子 Mazaki Anzu?, conocida como Téa Gardner en la versión de 4Kids)[10] es la amiga de la infancia de Yūgi. Es dulce y le gusta brindar apoyo a todo el mundo. No es una duelista, pero en las ocasiones que ha tenido la posibilidad, su capacidad en los duelos es sorprendente.[13]

- Katsuya Jōnouchi (城之内 克也 Jōnouchi Katsuya?, conocido como Joseph «Joey» Wheeler en la versión de 4Kids)[10] es el mejor amigo de Yūgi. Inicialmente no es más que un bravucón, pero luego se convierte en uno de sus leales amigos. Le gusta jugar (de hecho, obtuvo sorprendentes victorias en los Duelos de Monstruos), pero por lo general pierde con Yūgi.[14]

- Seto Kaiba (海馬 瀬人 Kaiba Seto?)[10] inicialmente aparece como un villano, pero más tarde se convierte en un aliado. Cree que es el mejor jugador del mundo y considera a Yūgi una amenaza. A pesar de su edad, es el presidente de la Corporación Kaiba, la mayor compañía de juego en el mundo y la más influyente de Japón.[15]

## Artículos del Milenio/Objetos Milenarios
Los Artículos del Milenio u Objetos Milenarios son objetos que tienen poderes únicos y extraordinarios.
Existen siete Artículos del Milenio, los cuales son:
1. El Rompecabezas del Milenio/Puzzle Milenario, el cual contiene el alma del Faraón Atem.[8] Este permite detectar las cartas de Dios Egipcio y controlarlas, además de poder liberar las almas encerradas y de controlar los poderes oscuros.[16]
2. La Sortija del Milenio/Anillo Milenario: puede detectar inmensa maldad en los alrededores. También es el único Artículo/Objeto capaz de encontrar, a manera de radar, otros Artículos del Milenio/Objetos Milenarios. Puede Invocar seres del Reino de las Sombras sin estar en un Duelo.[17]
3. El Cetro del Milenio/Cetro Milenario permite controlar la mente de otras personas. Además, puede sellar monstruos en lápidas de piedra.[18]
4. El Ojo del Milenio/Ojo Milenario puede leer la mente de otras personas, guardar las almas en cartas vacías y ver la oscuridad del corazón.[19]
5. La Llave del Milenio/Llave Milenaria tiene la capacidad de volver invisible al que lo utiliza. También puede ver las intenciones de las personas, explorar sus mentes y detectar a los monstruos oscuros.[20]
6. La Balanza del Milenio/Balanza Milenaria tiene el poder de juzgar las almas de las personas y también sirvió en el antiguo Egipto para la Fusión de monstruos.[21]
7. El Collar del Milenio/Collar Milenario permite ver el pasado y el futuro.[22]

## Producción
Takahashi dijo que el juego de cartas llevó a cabo la influencia más fuerte del manga, porque «sucedió evocar la mayoría de la respuesta» de lectores. Antes de ese punto, Takahashi no planeó hacer la serie sobre un juego de cartas.
Cuando un entrevistador preguntó a Takahashi si él intentó introducir a lectores más jóvenes a la cultura de la vida real del juego referida a la serie, Takahashi respondió diciendo que él incluyó simplemente la «materia de juego y gozo» y esa pudo haber introducido a lectores a otros juegos; Takahashi agregó que él creó algunos de los juegos vistos en la serie. El autor mencionó la importancia de la «comunicación entre la gente», a menudo presente en juegos de tablero de la mesa y no presente en videojuegos solitarios. Takahashi agregó que él siente que la comunicación de calidad no es posible en Internet.

## Media

### Manga
Iniciado el 30 de octubre de 1996 y finalizado el 8 de marzo de 2004, el manga Yu-Gi-Oh! creado por Kazuki Takahashi, fue uno de los títulos más populares ofrecidos en el Weekly Shōnen Jump de Shūeisha. El manga español tiene el nombre original en japonés y español, y finalizó el 8 de marzo de 2004. El manga finalizó con treinta y ocho volúmenes recolectados en Tankōbon el 8 de marzo de 2004.

### Anime
En total, hubo dos Anime basados en Yu-Gi-Oh!, "Yu-Gi-Oh!" y "Yu-Gi-Oh! Duel Monsters" el primero fue producido por Toei Animation, saliendo al aire exclusivamente en Japón en TV Asahi el 4 de abril de 1998. Finalizando el 10 de octubre de 1998 con tan solo veintisiete episodios.
El segundo fue producido por Studio Gallop, saliendo al aire primero en TV Tokyo el 18 de abril de 2000, y traducido más adelante a más de veinte idiomas y vendido en más de sesenta países. Finalizó el 29 de septiembre de 2004 con doscientos veinticuatro episodios dividos en 5 Temporadas
El 8 de mayo de 2001, 4Kids obtuvo los derechos de la comercialización y de la televisión de Yu-Gi-Oh! de Konami. Posteriormente lanzó su versión doblada del anime en Kids' WB! el 29 de septiembre de 2001, bajo el título de Yu-Gi-Oh!.

### Películas
La primera película de Yu-Gi-Oh! fue simplemente llamada Yu-Gi-Oh!, lanzada solamente en Japón. La película, producida por Toei Animation duró treinta minutos, siendo estrenada el 6 de marzo de 1999. Los personajes de la película son los mismos que del primer anime de Yu-Gi-Oh!.
La película se trata de un niño llamado Shōgo Aoyama, quien es muy tímido para jugar en un Duelo de Monstruos, hasta que consigue una poderosa carta rara, el legendario Dragón Negro de Ojos Rojos, en su Deck. Yūgi había encontrado el valor de Shōgo haciéndolo jugar un Duelo con Seto Kaiba, quien tiene sus ojos en la carta rara de Shōgo.
Yu-Gi-Oh! La película: Pirámide de la luz; cuando Yūgi había armado el Rompecabezas del Milenio/Puzzle Milenario, también había liberado a Anubis, el dios egipcio de la muerte, quien había sido vencido por el faraón cinco mil años atrás y encerrado en un Artículo/Objeto llamado la Pirámide de la Luz.
Para llevar a cabo su venganza, Anubis provee a Seto Kaiba, por intermedio de Maximillion Pegasus, la carta "Pirámide de la Luz", con el fin de vencer a las tres cartas de Dios Egipcio. Kaiba, bajo la influencia de Anubis, reta a Yūgi a un Duelo; cerca del final del Duelo, al no poder hacer que Kaiba derrote al faraón, Anubis toma su lugar en el Duelo. Finalmente, Yūgi y el faraón logran derrotar a Anubis.
La siguiente película producida fue Yu-Gi-Oh! 3D: Lazos a través del Tiempo. Apareció para celebrar el 10° aniversario de la franquicia. Está protagonizada por los personajes principales de las series anime que habían aparecido hasta entonces (Yugi Moto, Judai Yuki y Yusei Fudo).
Una nueva película fue lanzada por el 20.º aniversario de 2016, llamada Yu-Gi-Oh! El Lado Oscuro de las Dimensiones. Se estrenó el 23 de abril de 2016 en Japón.

### Censura
Debido a que la compañía 4Kids compró los derechos de la serie para su distribución internacional, varias escenas fueron retiradas del anime original junto con el 80% de los diálogos y parte del argumento. Esto fue debido a que se adujo que algunas escenas no eran apropiadas para público infantil y había que "suavizar" el anime, aunque la mayoría de las ediciones fueron inútiles y llevando a conceptos sin sentido. Las armas que aparecen en las cartas o en las manos de los personajes fueron eliminadas, sustituidas o tapadas, el pasado de varios personajes fue editado, principalmente la historia de Marik que en la versión original quiere vengar la muerte de su padre asesinando al Faraón ya que cree que este lo mató mientras que en la versión de 4Kids su deseo es ser Faraón. La muerte y los intentos de homicidio fueron también cambiados y en su lugar se creó un mundo conocido como el "reino de las sombras" en el que la gente era enviada allí por toda la eternidad cuando en realidad morían. Algunas cartas también sufrieron cambios: a las mujeres se les taparon las piernas y cualquier parte del cuerpo donde se mostrara mucho la piel. Los diálogos fueron cambiados para poder explicar estos cambios drásticos a la historia y se agregaron muchas palabras y frases que no se encuentran en la serie japonesa. Los temas de apertura y cierre fueron cambiados por música instrumental y no por canciones como eran originalmente. Asimismo, la música de fondo fue quitada para poner en su lugar otra. Las escenas que se consideraban violentas o sin importancia al argumento de la serie se quitaron totalmente.

### Spin-offs

#### Yu-Gi-Oh! R
Yu-Gi-Oh! R (遊☆戯☆王 R Yū☆gi☆ō Āru?) es la serie de manga que continúa de Yu-Gi-Oh!.
Iniciado a partir de junio de 2004, el manga Yu-Gi-Oh! R creado por Akira Ito fue publicado por primera vez en la revista mensual de Shūeisha, V-Jump, el 21 de abril de 2004.
Yu-Gi-Oh! R cuenta una historia original situada entre los eventos de "Ciudad Batalla" y "Mundo Millenario".

#### Yu-Gi-Oh! GX
Yu-Gi-Oh! GX (遊☆戯☆王デュエルモンスターズ GX Yū☆gi☆ō Dyueru Monsutāzu Jī Ekkusu?) es la serie de manga y anime que continúa de Yu-Gi-Oh!.
Iniciado a partir del 17 de diciembre de 2005, el manga Yu-Gi-Oh! GX creado por Naoyuki Kageyama obtuvo un gran éxito primordialmente en Japón, por ser la continuación de Yu-Gi-Oh!. El manga está a cargo de Shūeisha y está distribuido por VIZ Media.
En esta serie se cuenta la historia de un chico llamado Jaden Yūki, que ingresa en una academia de Duelos para así lograr su sueño de convertirse en el mejor Duelista.

#### Yu-Gi-Oh! 5D's
Yu-Gi-Oh! 5D's (遊☆戯☆王 ファイブディーズ 5D's Yū☆gi☆ō Faibu Dīzu?) es la serie de anime que continúa de Yu-Gi-Oh! GX y basada en la original Yu-Gi-Oh!. Primera aparición de las cartas Cantante y Sincronía.
Iniciado a partir del 2 de abril de 2008 en TV Tokyo, posee una duración de 154 episodios.
En esta serie se cuenta la historia de un joven llamado Yūsei Fudō, el cual sin saberlo es una de las personas que se conocen como Salvadores, ya que posee la carta de un dragón legendario del cual se dice que fue en la antigüedad uno de los reyes de las estrellas, y más adelante se encuentran con otros jóvenes en su misma situación.

#### Yu-Gi-Oh! ZEXAL
Aquí se introduce la Invocación de los monstruos Xyz.
La serie Yu-Gi-Oh! ZEXAL comenzó a emitir con Yu-Gi-Oh! ZEXAL I el 11 de abril de 2011 y finalizó el 24 de septiembre de 2012. La primera parte consta de 73 episodios. La segunda parte, titulada Yu-Gi-Oh! ZEXAL II, comenzó a emitir el 7 de octubre de 2012 y finalizó el 23 de marzo de 2014, constando de 73 episodios. En total, consta de 146 episodios.
La historia está ambientada en el futuro, en la ciudad de Heartland, donde vive el protagonista Yuma Tsukumo, un joven el cual siempre pierde con sus compañeros de la escuela hasta que un día de su amuleto (llamada Llave del Emperador) surge un espíritu llamado Astral, el cual le ayuda durante los Duelos.

#### Yu-Gi-Oh! ARC-V
Es la serie donde se introdujo la Invocación por "Péndulo" y donde se puede ver a los personajes usar todos los diversos tipos de Invocaciones (Fusión, Sincronía, Xyz, Ritual y Péndulo).
 Yu-Gi-Oh! ARC-V fue anunciado por primera vez en diciembre de 2013, pero comenzó a emitir el 6 de abril de 2014. Lleva emitidos 148 episodios en Japón. La historia narra la vida de Yuya Sakaki, un estudiante de secundaria cuyo padre desapareció hace años dejándole un péndulo, el cual le permite despertar el poder de las cartas de Monstruos de Péndulo para así ganar los Duelos.

#### Yu-Gi-Oh! VRAINS
En este anime se introduce las cartas "enlace", así como un cambio importante en la manera de juego.
La primera fecha de emisión fue en 10 de mayo de 2017 y su última emisión fue el 25 de septiembre de 2019 contando con un total de 120 episodios.
Este nuevo spin-off cuenta la historia de Yusaku Fujiki y su alter ego "Playmaker", que usa al entrar al mundo virtual de Vrains donde se llevan a cabo los Duelos de manera diferente a como se acostumbra. Yusaku y otros personajes tendrán que lidiar con los Caballeros de Hanói, quienes son los antagonistas en esta temporada.

#### Yu-Gi-Oh! SEVENS
Este anime introduce los Rush Duels, el cual tiene cartas 'máximas', y con ello la Invocación Máxima. Además, tiene referencias a las anteriores series además de la invocación Fusión.
Tiene 92 episodios en su versión japonesa y 89 episodios en la versión doblada de Disney XD
Primera emisión: 4 de abril del 2020 y la última emisión fue el 27 de marzo de 2022

Su personaje principal es Yuga Ohdo (Yuuga Oudou en la versión original) y trata de como creo los Rush Duels para mejorar la experiencia de los Duelos normales para los niños, y termina viajando al pasado con su enemigo Otes, continuando a Yu-Gi-Oh! GO RUSH!! (su tanto secuela, como precuela)

#### Yu-Gi-Oh! GO RUSH!!
Este anime expande en los Rush Duels, con nuevas cartas 'ritual' para los Rush Duels, además de enfocarse más en la invocación Fusión.
Todavía no ha acabado su emisión, pero se sabe que saldrá un doblaje de Disney XD, gracias a la inclusión de voces en Inglés para el juego mobíl "Yu-Gi-Oh! Duel Links".

Su personaje principal es Yudias Velgear, un alienígena que piensa que Rush Duel es la solución a la guerra en su planeta. Tiene una amistad con los antepasados de Yuga Ohdo, Yuamu y Yuhi Ohdo.

### Juegos de cartas
La serie de Yu-Gi-Oh! fue el origen de juego de cartas, en la revista de Shueisha 'Weekly Shonen Jump' La serie anime comenzó a emitirse en TV Tokio del 6 de abril de 2014, en sustitución de Yu-Gi-Oh! ZEXAL en su horario inicial. 4K Media Inc. ha adquirido la serie fuera de Japón, con planes de lanzar la serie internacionalmente en 2015. La versión 4K tuvo su debut el 12 de marzo de 2015, de Alemania, Austria y Suiza como parte de "YEP!", bloque anime de ProSieben Maxx y anime de Yu-Gi-Oh! introduce un juego de cartas original creado por Kazuki Takahashi. Diversos nombres se pueden utilizar para referir al juego, dependiendo de donde aparece, Magia y Magos (M&W), el nombre original del juego de cartas, usado en la versión original del manga y Duelo de Monstruos, utilizado por Toei Animation en el anime.

### Series de televisión
- Yu-Gi-Oh! (anime) 1998
- Yu-Gi-Oh! Duelo de Monstruos 2000-2004 (conocida como Yu-Gi-Oh! internacionalmente, 2002-2006)
- Yu-Gi-Oh! Capsule Monsters 2006-2009
- Yu-Gi-Oh! GX 2004-2008
- Yu-Gi-Oh! 5D's 2008-2011
- Yu-Gi-Oh! ZEXAL 2011-2014
- Yu-Gi-Oh! ARC-V 2014-2017
- Yu-Gi-Oh! VRAINS 2017-2019
- Yu-Gi-Oh! Sevens 2020-2022
- Yu-Gi-Oh! Go Rush!! 2022-2025

ONA
- Yu-Gi-Oh! Card Game The Chronicles 2025-presente

### Videojuegos
Como varias otras series de anime, se han creado numerosos videojuegos de Yu-Gi-Oh! por Konami. También se han producidos videojuegos junto con otras series de Shōnen Jump en Nintendo DS luchando en el juego de Jump Ultimate Stars.
Los juegos están disponibles para PlayStation 1, 2, 3 y 4, GameCube, Game Boy Advance, Nintendo DS, Nintendo Wii, Nintendo 3DS, Nintendo Switch, PlayStation Portable, PlayStation Network, Xbox Live Arcade y PC.

## Recepción
John Jakala de Anime News Network revisó el manga de Yu-Gi-Oh! en el 2003 como parte de la revisión de Shonen Jump. Jakala dijo que cuando se realizaron los anuncios para la segunda serie del anime, este aparecía inexplicablemente «dark and moody», «oscuro y de mal humor». En diciembre de 2002, Shōnen Jump recibió la concesión ICv2 para el "producto comic del año", debido a sus números de ventas y revistas. En agosto a partir de 2008, TV Tokyo divulgó que el juego de cartas de la serie se había vendido sobre dieciocho mil millones de dólares.